# Tatsuru Saitō
Pour les articles homonymes, voir Saito.
Tatsuru Saitō (斉藤立, Saitō Tatsuru), né le 8 mars 2002 à Osaka au Japon, est un judoka japonais qui a remporté les championnats du Japon de judo toutes catégories 2022,,.

## Carrière
Saitō combat dans la division des poids lourds, la catégorie des poids supérieurs à 100 kg. En 2018, il participe aux championnats du monde juniors (en) à Nassau, mais perd au deuxième tour face au futur vainqueur, le géorgien Gela Zaalishvili (en). En novembre 2021, il remporte son premier tournoi Grand Chelem de Bakou, en battant le Tadjik Temur Rakhimov en finale.
En 2022, il remporte les championnats du Japon de judo toutes catégories. Aux championnats du monde 2022 à Tachkent, Saitō bat l'Ukrainien Iakiv Khammo (en) en quarts de finale et Temur Rakhimov en demi-finale. En finale, il s'incline contre le Cubain Andy Granda. Le 31 mars 2024, il perd sur waza-ari contre Teddy Riner en finale du Grand Slam d'Antalya. 

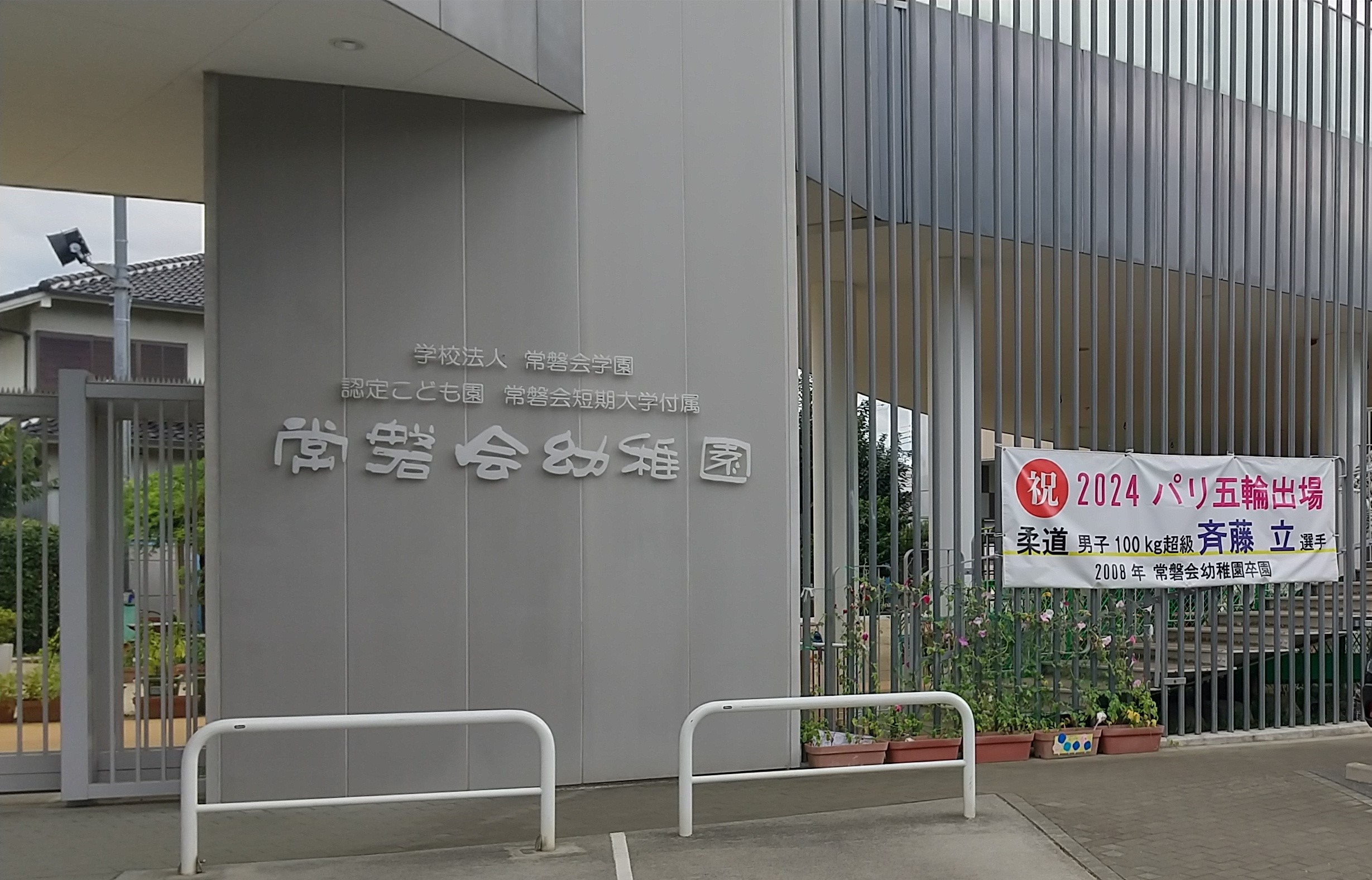
Banderole félicitant Tatsuru Saitō pour sa participation aux Jeux Olympiques de Paris, 2024.

Saitō arrive aux JO de Paris de 2024 dans la catégorie des plus de 100 kg avec pour objectif de battre le champion français en finale olympique. Annoncé comme l’un des favoris de cette compétition, Saitō bat le champion olympique en titre Lukáš Krpálek dès son entrée en lice, mais s'incline contre le récent champion du monde Kim Min-jong en demi-finale. Aux repêchages, il perd contre l'Ouzbek Alisher Yusupov (es) qui le prive d'une première médaille olympique individuelle. Le 3 août 2024, il remporte la médaille d'argent lors de l'épreuve par équipe mixte après s'être incliné deux fois, dont le combat décisif, face à Teddy Riner. Malgré ses deux défaites, il est acclamé par le public français lors de la remise des médailles. Sa réaction sur les réseaux sociaux à l'issue de sa performance — « Je ne pense pas pouvoir retourner au Japon. J’ai honte et je suis déjà frustré par moi-même » — provoque une vive émotion dans le monde du sport et même le réconfort de son rival Teddy Riner.

## Palmarès

### Compétitions internationales
| Année | Compétition           | Lieu     | Résultat | Catégorie          |
| ----- | --------------------- | -------- | -------- | ------------------ |
| 2022  | Championnats du monde | Tachkent | 2e       | Plus de 100 kg     |
| 2022  | Championnats du monde | Tachkent | 1er      | Par équipes mixtes |
| 2023  | Championnats du monde | Doha     | 1er      | Par équipes mixtes |
| 2024  | Jeux olympiques       | Paris    | 2e       | Par équipes mixtes |

### Masters mondial, Tournois Grand Chelem et Grand Prix
| Année | Compétition     | Lieu      | Résultat | Catégorie      |
| ----- | --------------- | --------- | -------- | -------------- |
| 2021  | Grand Chelem    | Bakou     | 1er      | Plus de 100 kg |
| 2022  | Masters mondial | Jérusalem | 1er      | Plus de 100 kg |
| 2023  | Grand Chelem    | Tachkent  | 2e       | Plus de 100 kg |
| 2023  | Masters mondial | Budapest  | 3e       | Plus de 100 kg |
| 2024  | Grand Chelem    | Antalya   | 2e       | Plus de 100 kg |
| 2024  | Grand Chelem    | Astana    | 1er      | Plus de 100 kg |

## Vie privée
Il est étudiant de l’université Kokushikan à Tokyo.
Tatsuru Saitō est le fils du champion olympique Hitoshi Saitō, décédé en 2015.